# تاکیچی هارادا
 تاکیچی هارادا (انگلیسی: Takeichi Harada؛ ۱۶ مهٔ ۱۸۹۹ – ۱۲ ژوئن ۱۹۷۸) یک تنیس‌باز اهل ژاپن بود.